# آرسن پاولوف
آرسن پاولوف (روسی: Арсе́н Серге́евич Па́влов؛ ۲ فوریهٔ ۱۹۸۳ – ۱۶ اکتبر ۲۰۱۶) فرد نظامی اهل روسیه بود. وی به‌عنوان بنیانگذار و فرمانده گردان اسپارتا فعالیت می‌کرد.
وی یک شبه‌نظامی روس بود که به خاطر قتل و شکنجه اسرای جنگی اوکراینی شناخته می‌شد. پاولوف تا زمان مرگش در انفجار آسانسور آپارتمانش در دونتسک، گردان اسپارتا را رهبری می‌کرد.